# Dan Kopelman
Dan Kopelman ist ein US-amerikanischer Schauspieler.

## Karriere
Dan Kopelman ist vor allem dadurch bekannt, dass er von 2002 bis 2005 die US-amerikanische Comedyserie Malcolm mittendrin mitproduzierte. Allerdings war er als Produzent auch noch an anderen Serien beteiligt, so beispielsweise 2004 an Listen Up und zwischen 2006 und 2007 an Big Day. Auch fünf Folgen der Fernsehserie Emily's Reasons Why Not produzierte er mit. Des Weiteren war er an der Comedyserie Ganz schön schwanger beteiligt, die er von 2007 bis 2010 mitproduzierte. Executive Producer war er bei der Serie True Jackson zwischen 2009 und 2011, nachdem er sie schon zwischen 2008 und 2009 als Co-Executive Producer begleitet hatte. Er spielte auch eine Rolle als Kopelman in dieser Serie. Rules of Engagement produzierte er zwischen 2011 und 2013, erst als Co-Producer und dann als Executive Producer. Die Fernsehserie Jennifer Falls begleitete er 2014 als Consulting Producer.

## Filmografie
Als Executive Producer
- 2002–2005: Malcolm mittendrin (Malcolm in the Middle)
- 2004: Listen Up
- 2006–2007: Big Day (nur Consulting Producer)
- 2008: Emily’s Reasons Why Not
- 2007–2010: Ganz schön schwanger (Notes from the Underbelly)
- 2008–2011: True Jackson (True Jackson, VP)
- 2011–2013: Rules of Engagement
- 2014: Jennifer Falls (nur Consulting Producer)

Als Schauspieler
- 2008–2011: True Jackson (True Jackson, VP, 51 Episoden)

Als Autor
- 2012–2013: Rules of Engagement (zwei Episoden)